# Левковец, Андрей Николаевич
Андрей Николаевич Левковец (бел. Андрэй Мікалаевіч Ляўкавец; род. 7 мая 1996, Солигорск, Минская область) — белорусский футболист, полузащитник клуба «Сморгонь».

## Карьера
Воспитанник футбольной академии солигорского «Шахтёра». В 2013 году футболист стал выступать за дублирующий состав солигорского клуба. В начале 2015 года футболист покинул солигорский клуб.В январе 2016 года футболист на правах свободного агента присоединился к клубу «Смолевичи-СТИ». Дебютировал за клуб футболист 14 августа 2016 года в матче против минского «Торпедо», выйдя на замену на 69 минуте. По итогу дебютного сезона футболист вместе с клубом завершил чемпионат на итоговом восьмом месте. На протяжении сезона футболист выступал за клуб в роли одного из основных игроков, однако результативными действиями не отличился. Дебютным забитым голом за клуб футболист отличился 3 июня 2017 года в матче против «Орши». Вместе с клубом футболист стал серебряным призёром чемпионата, заработав прямое повышение в чемпионат. По окончании сезона футболист покинул клуб.
В феврале 2018 года футболист на правах свободного агента присоединился к «Барановичам», подписав контракт до конца сезона. Дебютировал за клуб футболист в матче 28 апреля 2018 года против «Энергетика-БГУ», выйдя на замену на 72 минуте. Дебютным забитым голом за клуб футболист отличился 23 июня 2018 года в матче против клуба «Чисть». По итогу сезона футболист вместе с клубом завершил чемпионат на итоговом предпоследнем месте в турнирной таблице, однако остались в рамках Первой лиги из-за вылета житковичского клуба ЮАС из-за финансовых трудностей. На протяжении сезона футболист выступал за барановичский клуб в роли одного из ключевых игроков, отличившись единственным забитым голом. По окончании сезона футболист покинул клуб в связи с окончанием срока действия контракта.
В феврале 2019 года футболист на правах свободного агента присоединился к микашевичскому «Граниту», подписав контракт до конца сезона. Дебютировал за клуб футболист 5 мая 2019 года в матче против «Слонима-2017», выйдя на замену на 88 минуте. Дебютным забитым голом за клуб футболист отличился 21 сентября 2019 года в матче против новополоцкого «Нафтана». По итогу сезона футболист вместе с клубом завершил чемпионат на итоговом девятом месте в турнирной таблице. На протяжении сезона футболист выступал за микашевичский клуб в роли одного из основных игроков, отличившись 2 забитыми голами. В начале 2020 года футболист приступил к подготовке к новому сезону с микашевичским клубом. Своим первым забитым дублем за клуб футболист отличился 6 июня 2020 года в матче Кубка Беларуси против столбцовского клуба «Кронон». По итогу сезона футболист вместе с клубом завершил чемпионат на итоговом предпоследнем месте. На протяжении сезона футболист выступал за клуб в роли одного из ключевых игроков, отличившись 6 забитыми голами во всех турнирах. По окончании сезона футболист покинул клуб.
В феврале 2021 года футболист проходил просмотр в минских «Крумкачах». В конце февраля 2021 года футболист официально присоединился к минскому клубу, подписав контракт по соглашению сторон. Дебютировал за клуб футболист 18 апреля 2021 года в матче против гомельского «Локомотива», выйдя на поле в стартовом составе. Своим дебютным забитым голом за клуб футболист отличился 30 апреля 2021 года в матче против «Лиды». По итогу сезона футболист вместе с клубом стал бронзовым призёром чемпионата, отправившись в стыковые матчи за право на повышение в Высшую лигу. По итогу стыковых матчей футболист вместе с клубом уступили мозырской «Славии». На протяжении сезона футболист выступал за клуб в роли одного из ключевых игроков, отличившись 4 забитыми голами и 2 результативным передачами. По окончании сезона футболист покинул клуб.
В январе 2022 года футболист находился на просмотре в гродненском «Немане». Однако в конце января 2022 года футболист на правах свободного агента присоединился к таджикистанскому клубу «Худжанд», подписав контракт до конца сезона. Дебютировал за клуб футболист 3 апреля 2022 года в матче против клуба «Эсхата», выйдя на поле в стартовом составе. Вместе с клубом футболист стал серебряным призёром Суперкубка Таджикистана, где в финале 8 мая 2022 года уступили «Истиклолу». В июне 2022 года футболист вместе с клубом отправился на матчи  Кубка АФК. Первый матч на турнире футболист сыграл 24 июня 2022 года против туркменского «Копетдага», выйдя на поле в стартовом составе, также отличившись своей первой результативной передачей. В июле 2022 года футболист покинул клуб, расторгнув контракт по соглашению сторон. 
В августе 2022 года футболист на правах свободного агента присоединился к столичному «Минску», подписав контракт до конца сезона. Дебютировал за клуб футболист 7 августа 2022 года в матче против минского «Динамо», выйдя на поле в стартовом составе. Первым результативным действием за клуб футболист отличился 13 августа 2022 года в матче против «Витебска», отдав голевую передачу. Дебютным забитым голом за клуб футболист отличился 27 августа 2022 года в матче против Слуцка». По итогу сезона футболист вместе с клубом завершил чемпионат на итоговом шестом месте. На протяжении сезона футболист выступал за клуб в роли одного из ключевых игроков, отличившись забитым голом, который попал в список лучших голов чемпионата, и 2 голевыми передачами. В декабре 2022 года футболист покинул минский клуб по истечении срока действия контракта.
В марте 2023 года футболист проходил просмотр в «Ислочи», однако в скором времени присоединился к дзержинскому «Арсеналу», подписав контракт до конца сезона. Дебютировал за клуб футболист 2 апреля 2023 года в матче против петриковского «Шахтёра», выйдя на поле в стартовом составе, также отличившись своим дебютным забитым голом. Затем футболист в последующих 3 матчах также отличился по забитому голу в каждом. Своим первым забитым дублем за клуб футболист отличился 15 июля 2023 года в матче против «Островца». Вместе с клубом футболист досрочно стал победителем чемпионата, заработав себе прямое повышение в Высшую лигу. На протяжении сезона футболист выступал за клуб в роли одного из ключевых игроков, отличившись 13 забитыми голами и 4 результативными передачами, став лучшим бомбардиром дзержинского клуба на равне с Матвеем Герасимовым. В январе 2024 года футболист продлил контракт с дзержинским клубом ещё на сезон. Однако на протяжении первой половины сезона футболист результативными действиями не отличился. В июле 2024 года футболист покинул клуб, расторгнув контракт по соглашению сторон.
В августе 2024 года футболист на правах свободного агента присоединился к «Сморгони». Дебютировал за клуб футболист 10 августа 2024 года в матче против брестского «Динамо», выйдя на поле в стартовом составе. Дебютным забитым голом за клуб футболист отличился 19 октября 2024 года в матче против солигорского «Шахтёра». По итогу сезона футболист вместе с клубом завершил чемпионат на итоговом двенадцатом месте. На протяжении сезона футболист выступал за клуб в роли одного из ключевых игроков, отличившись своим единственным забитым голом. В начале нового сезона футболист продолжил выступать за сморгонский клуб, также появляясь на поле с капитанской повязкой.

## Достижения
«Арсенал» Дзержинск
- Победитель Первой лиги: 2023